# Flacey-en-Bresse
Flacey-en-Bresse è un comune francese di 371 abitanti situato nel dipartimento della Saona e Loira nella regione della Borgogna-Franca Contea.

## Società

### Evoluzione demografica
Abitanti censiti